# Gömmaren
Gömmaren är en sjö i Huddinge kommun i Södermanland som ingår i Tyresåns huvudavrinningsområde. Sjön är 5,6 meter djup, har en yta på 0,194 kvadratkilometer och befinner sig 46,1 meter över havet. Avrinning sker via Fullerstaån till Trehörningen. Gömmarbäcken avvattnar inte Gömmaren utan en kärrskog väster om Gömmarvägen. Via Gömmarravinen rinner bäckens vatten sedan till Vårbyfjärden i Mälaren.

## Beskrivning

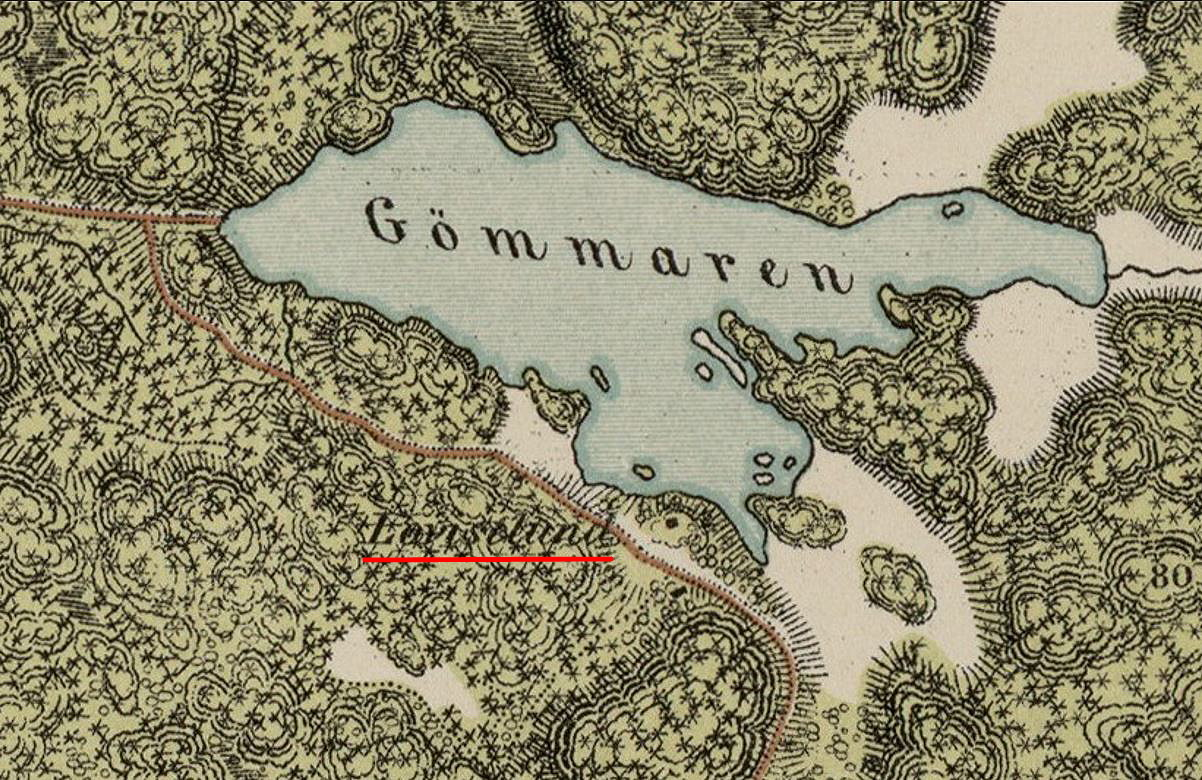
Gömmaren på 1860-talet.

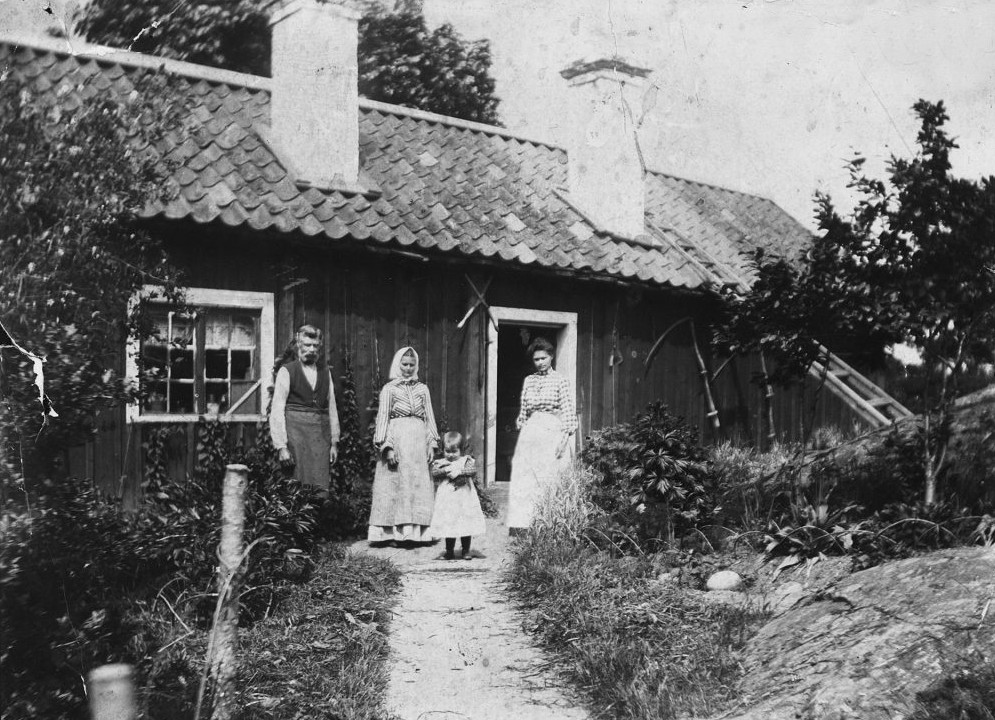
Gömmartorpet 1906.

Namnet Gömmaren härrör från sjöns gömda läge. Norr om sjön ligger Gömmarhöjden med 85 meter över havet och bland de första kobbarna som i Stockholmstrakten reste sig ur Litorinahavet. På grund av landhöjningen ligger vattenytan idag 46 meter över havet. Under stenåldern, för cirka 8 000 år sedan, var sjön en vik av Litorinahavet där säljägare började bosätta sig. Lämningar efter en stenåldersboplats finns i sluttningen vid nordöstra sida om sjön (RAÄ-nummer: Huddinge 257:1). Runt sjön gjordes flera fynd av kvartsavslag som tyder på att här tillverkades pilspetsar av kvarts. 
Den äldsta bebyggelsen vid Gömmaren utgörs av Gömmartorpet (tidigare Loviselund) som troligen byggdes i slutet av 1600-talet och lydde under Glömsta gård. Torpstugan finns fortfarande bevarad som fritidshus beläget vid södra sidan av sjön där numera stora delar av stranden upptas av privata villor och fritidshus, tillhörande bostadsområdet Glömsta. 
Sjön har gott om fisk. Naturligt förekommande är bland annat abborre, gädda, mört och sarv. Regnbåge, amerikansk bäckröding och öring har inplanterats. För Gömmaren behövs dock ett särskilt fiskekort som tillhandahålls av Långsjö-Gömmarens Fiskevårdsförening. Motordrivna båtar är förbjudna på sjön, man kan hyra roddbåtar.
Även signalkräfta är inplanterad efter att sjön drabbats av kräftpesten. Gömmaren ingår i Gömmarens naturreservat med 20 hektar av sjöns yta. Naturreservatet på totalt nära 700 hektar sträcker sig från sjön till Masmo, Kungens Kurva och Segeltorp.
Gömmaren är mycket populär sommartid för sol och bad. I den sydöstra delen av sjön finns badplatsen Gömmarbadet. I östra viken finns även två hundbadplatser. Vattnet i Gömmaren är klart med bra sikt. Regnvattnet är Gömmarens enda tillflöde, bortsett från en liten bäck i sydvästra sidan. Nederbörden rinner sakta genom den näringsfattiga marken runtomkring sjön.
Runt sjön leder den 3,5 kilometer långa Gömmarrundan. Rundan sträcker sig i norra delen huvudsakligen genom skog och kuperat terräng. Vissa delar går på spänger över kärr. Längs södra sidan följer leden lokalgatan Gömmarvägen.
Gömmaren är källsjö för Fullerstaån och är en av de yttersta utposterna i Tyresåns sjösystem som mynnar ut i Kalvfjärden i Östersjön vid Tyresö slott. Det är en sträcka på ungefär 23 km fågelvägen.

## Panorama

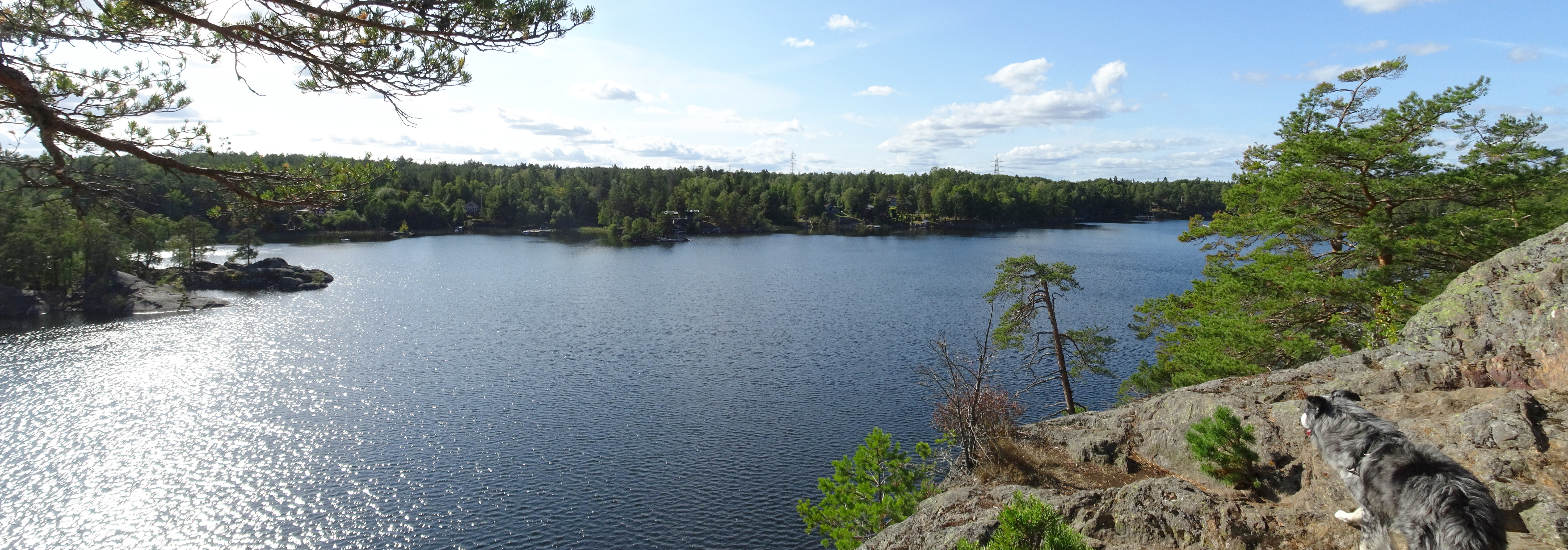
Utsikt från norra sidan mot sydväst, september 2020.

## Bilder

Årstider
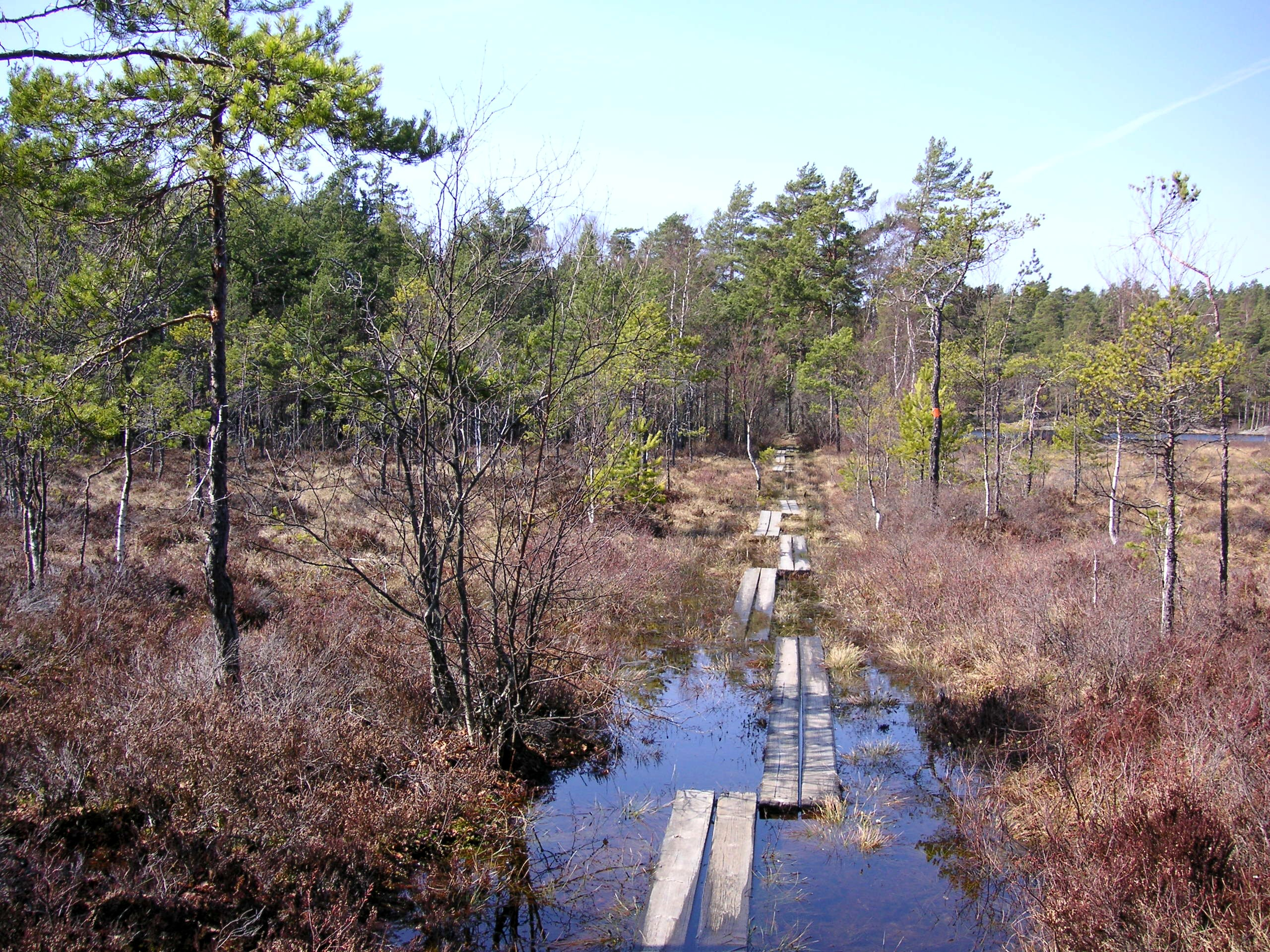
Våren 2006.
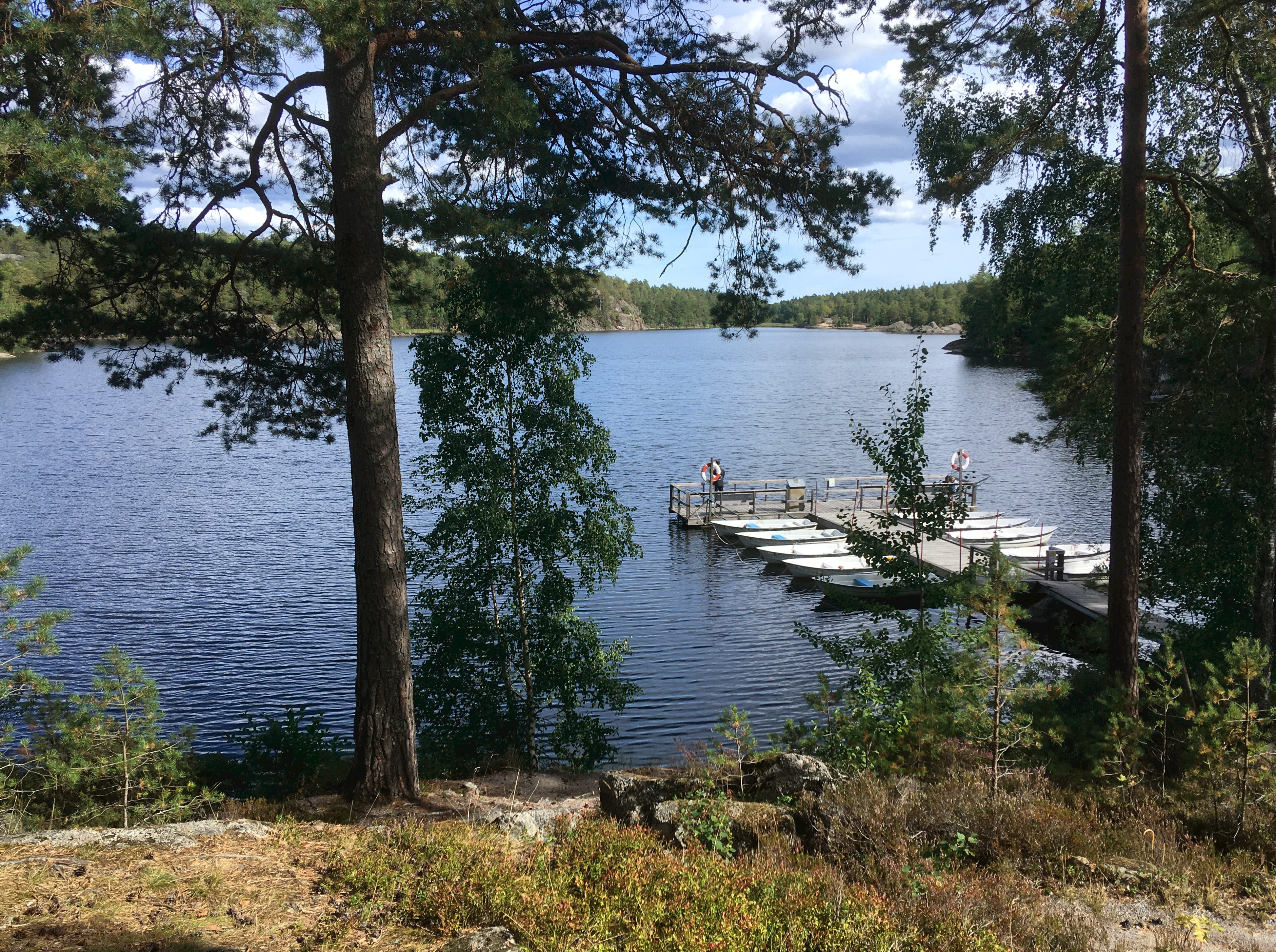
Sommaren 2020.
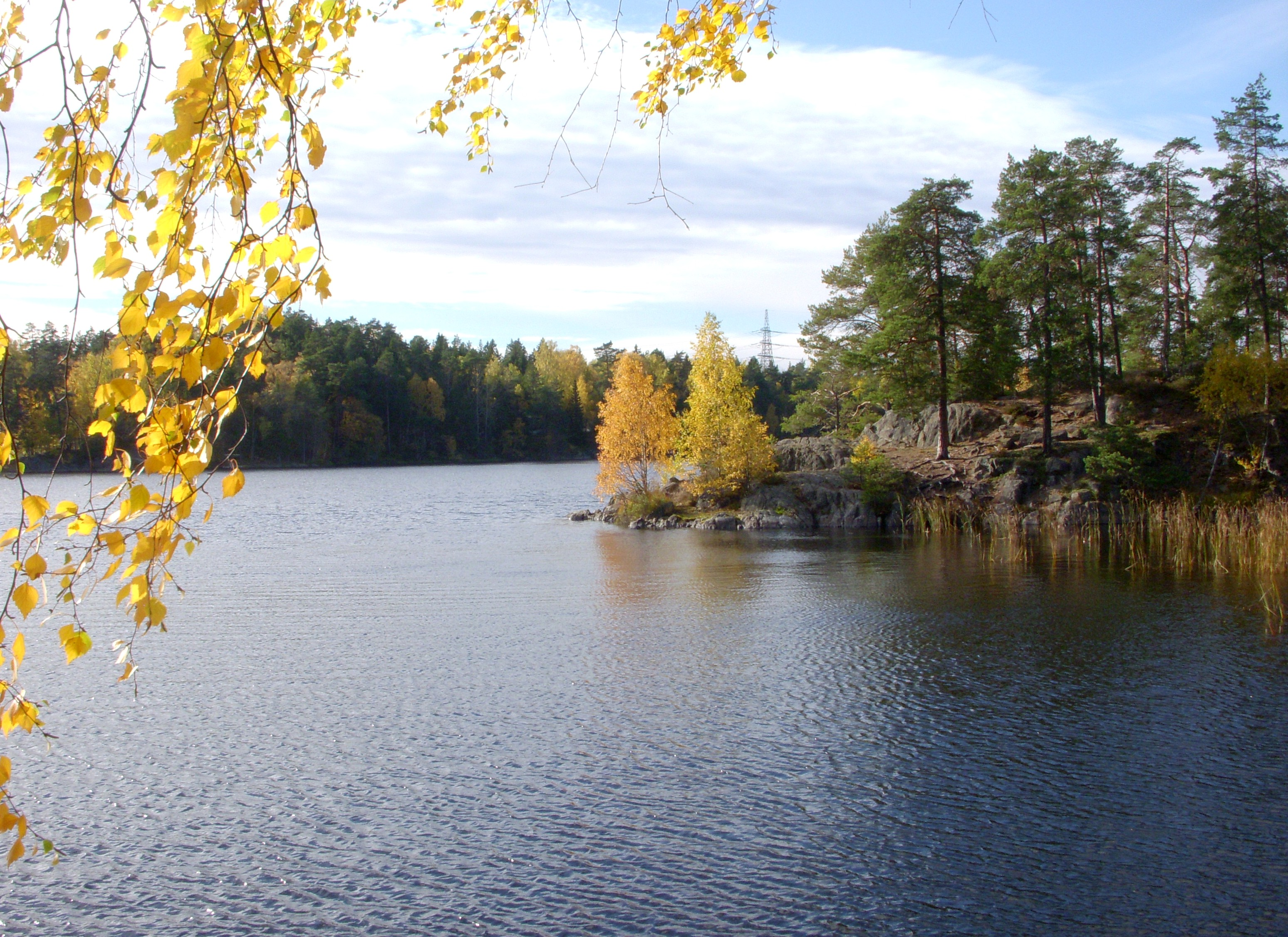
Hösten 2010.
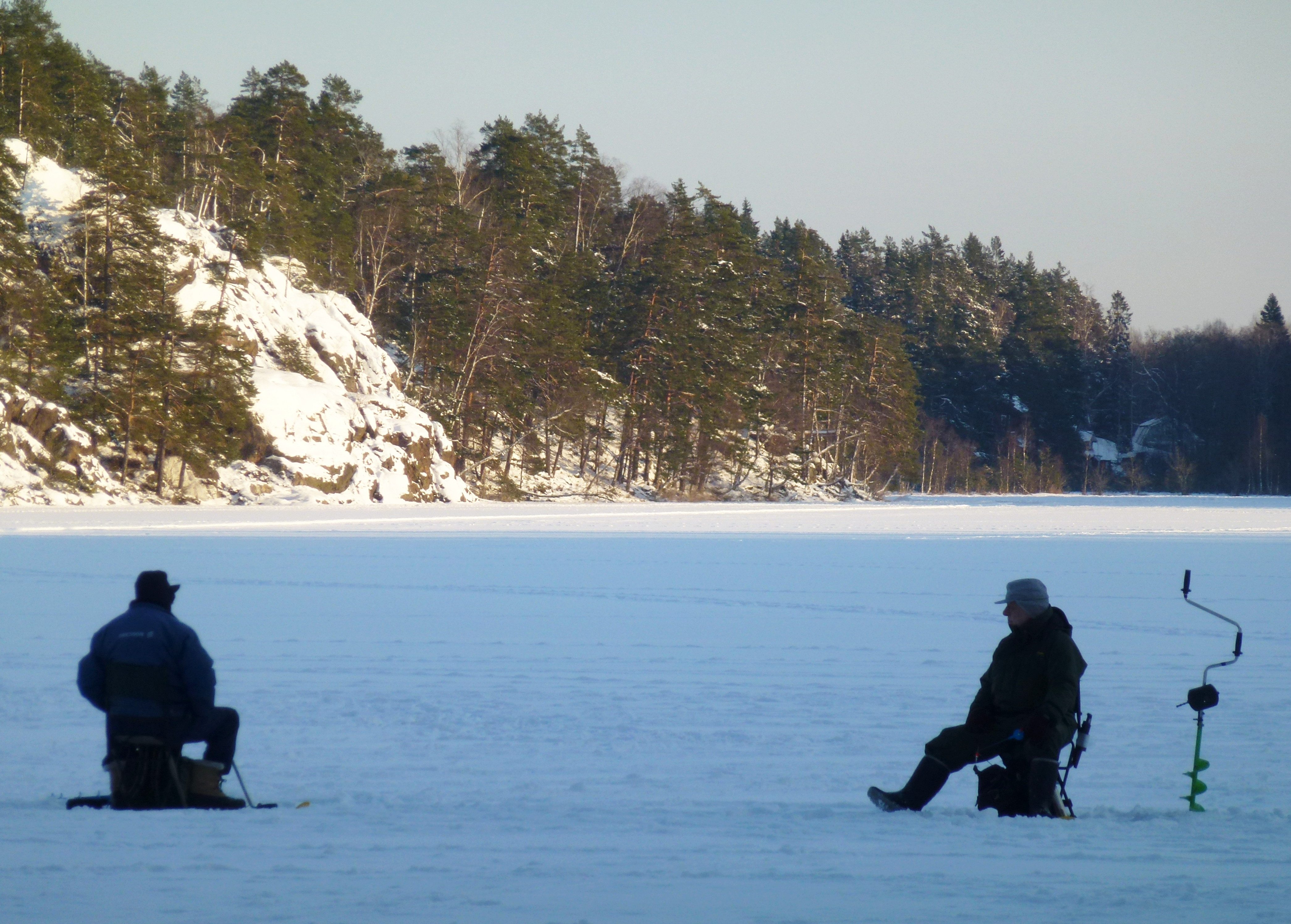
Vintern 2013.

Gömmarrundan
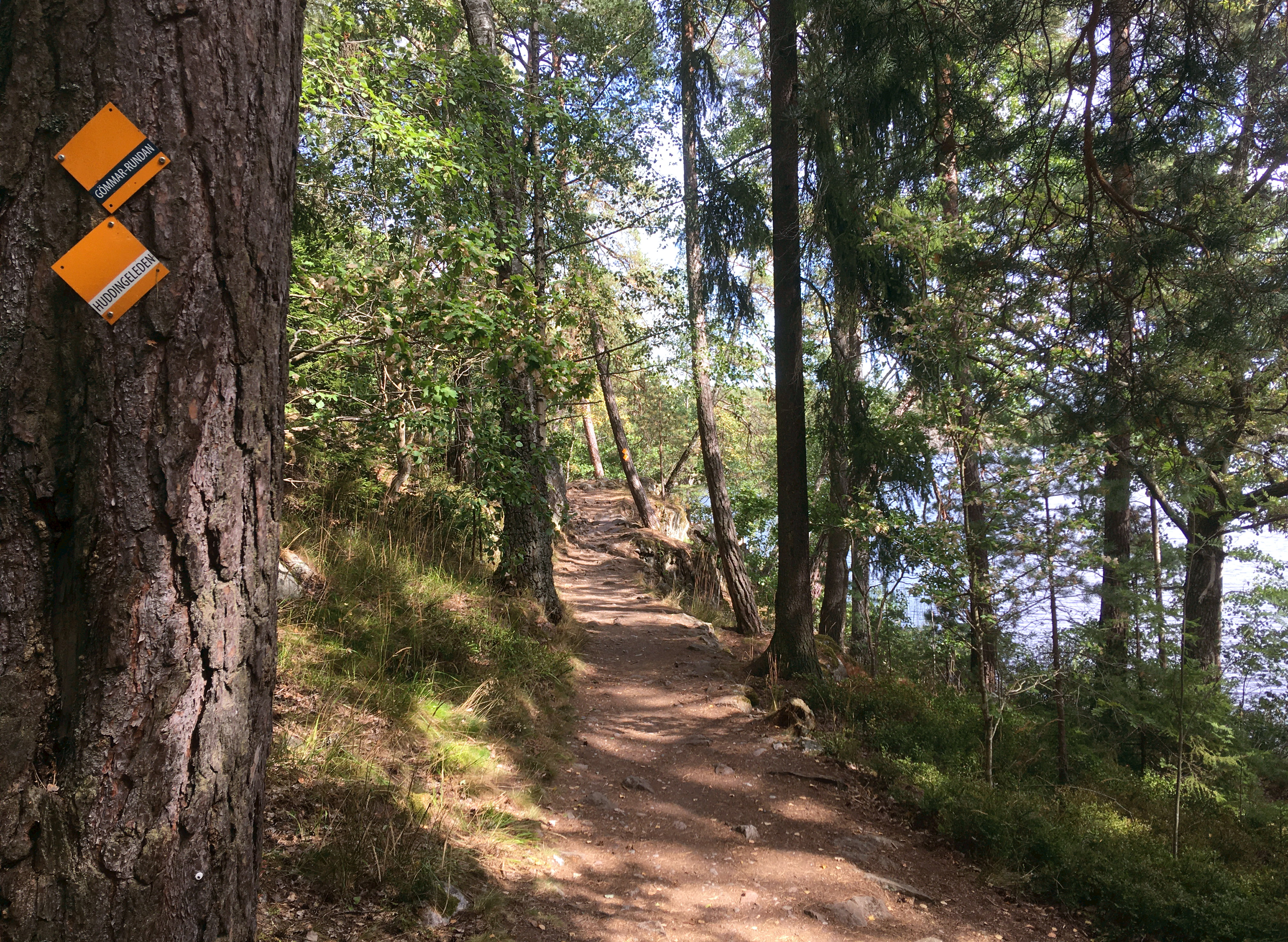
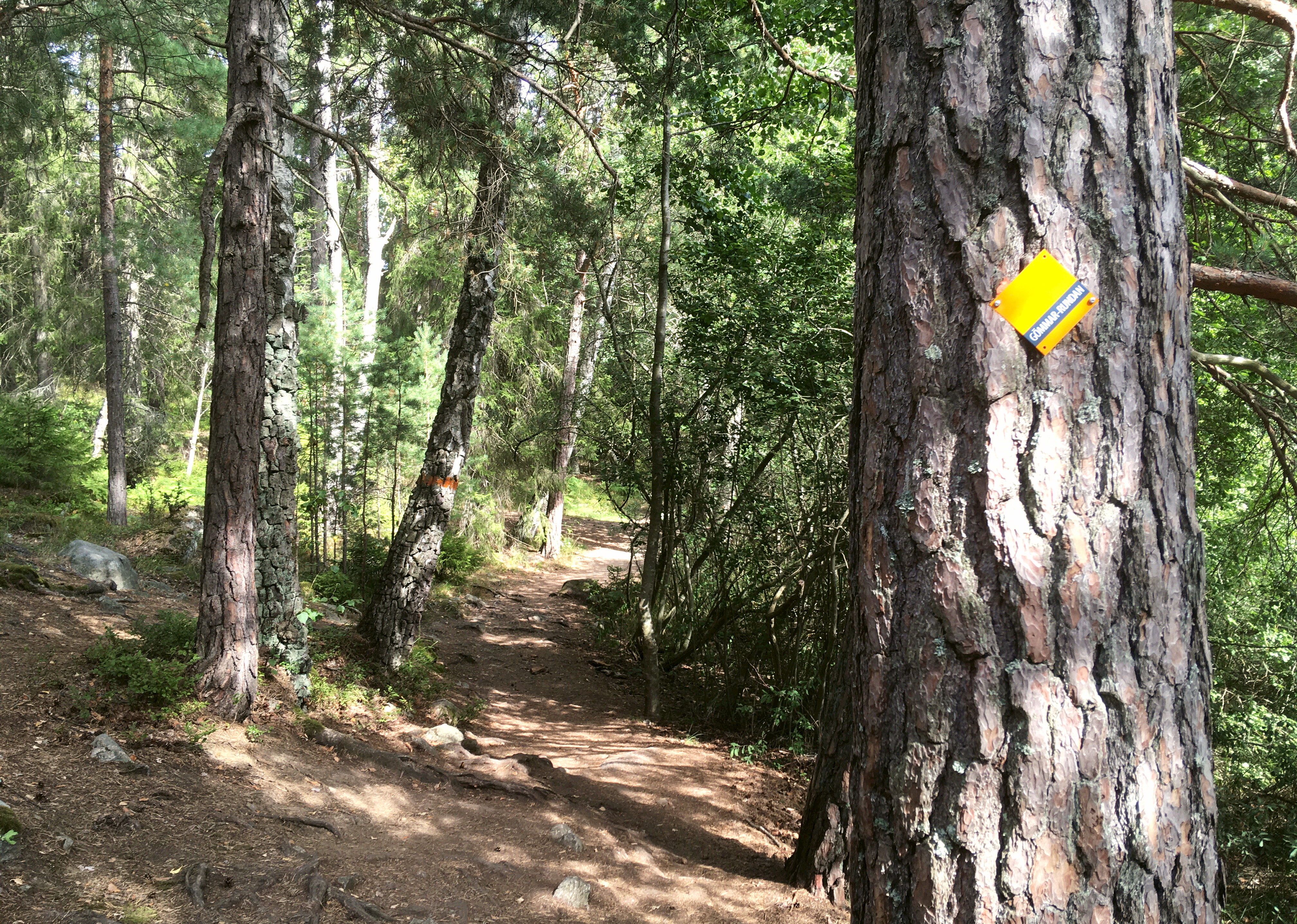
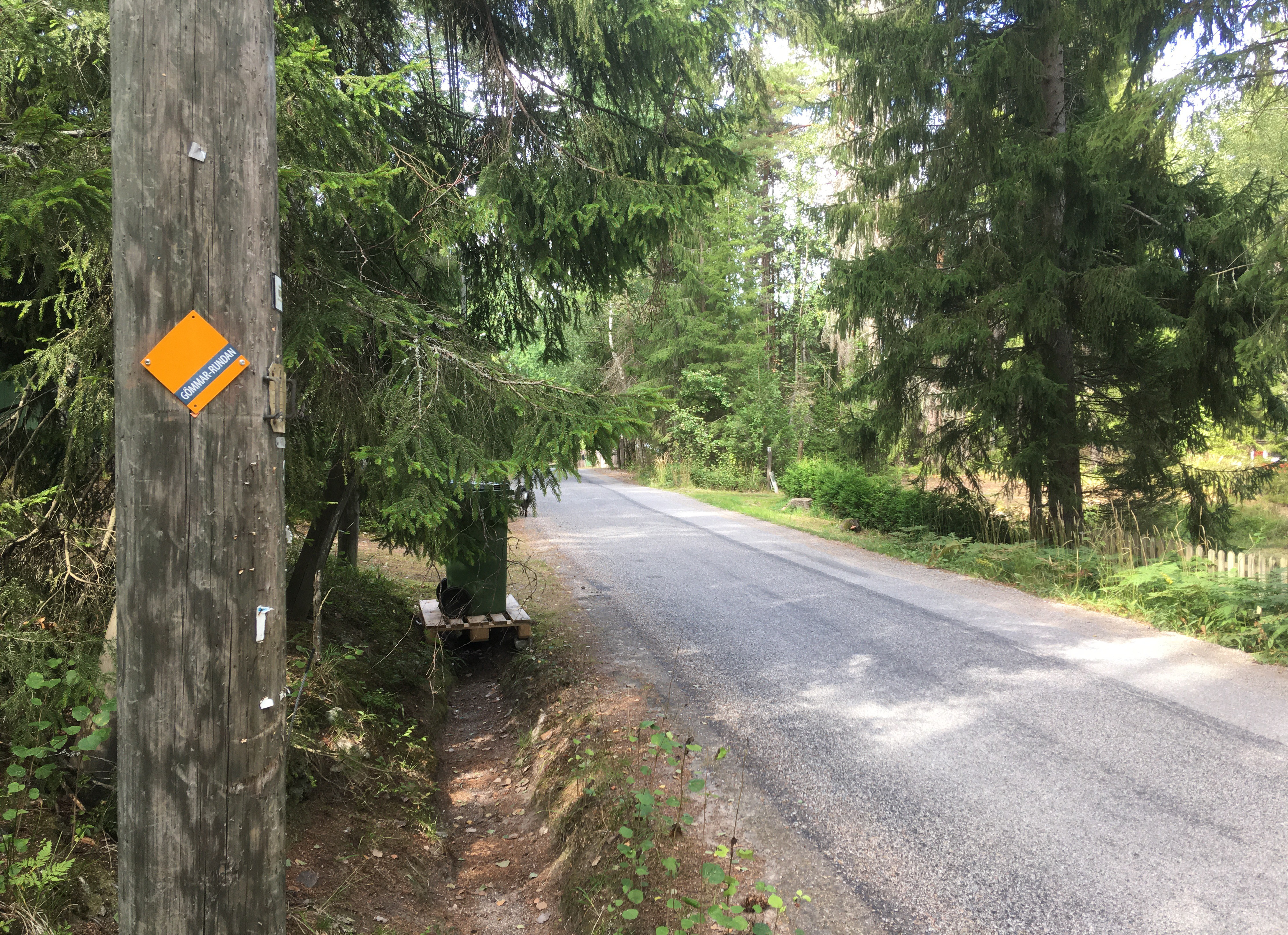
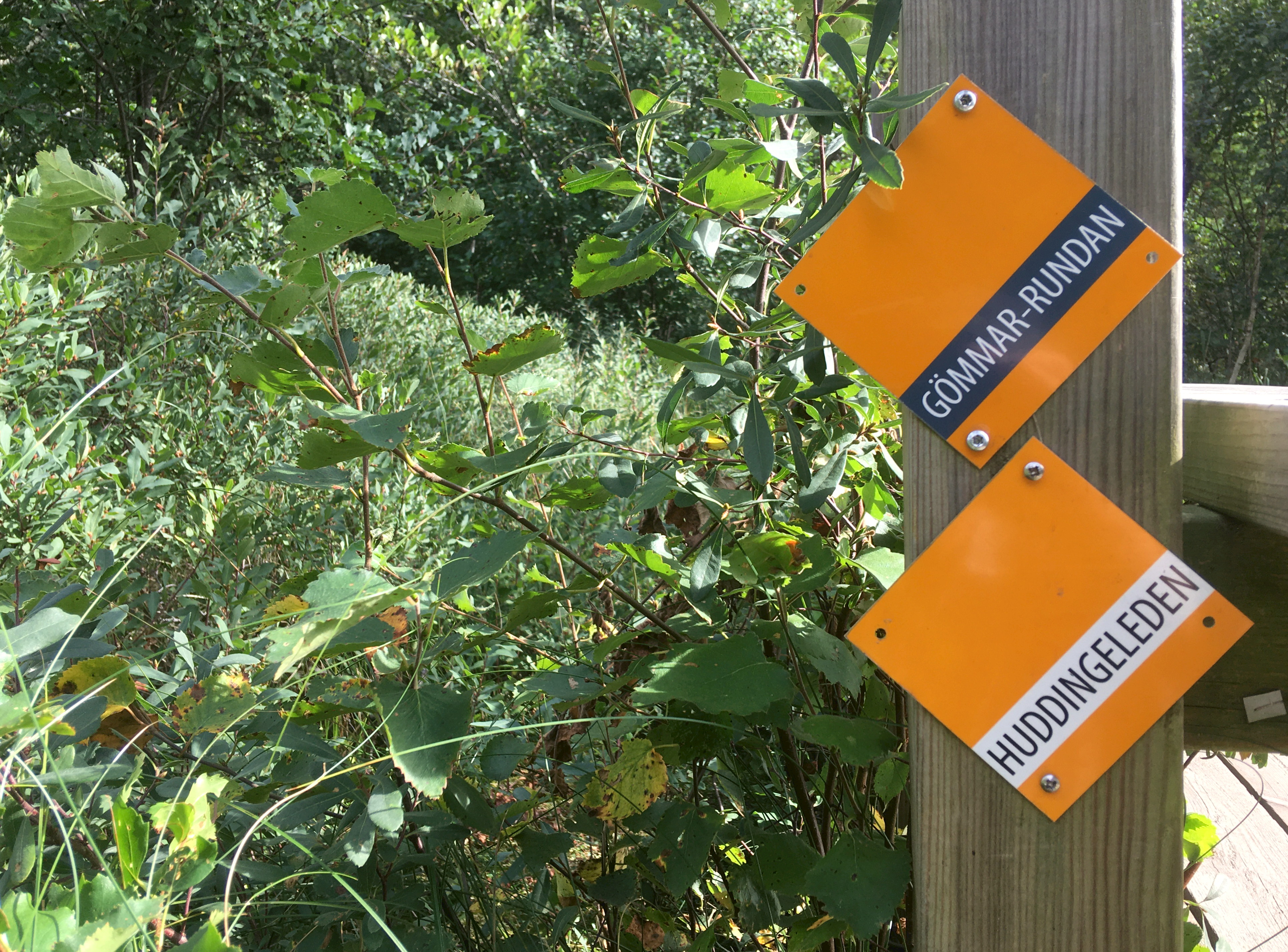

Annat
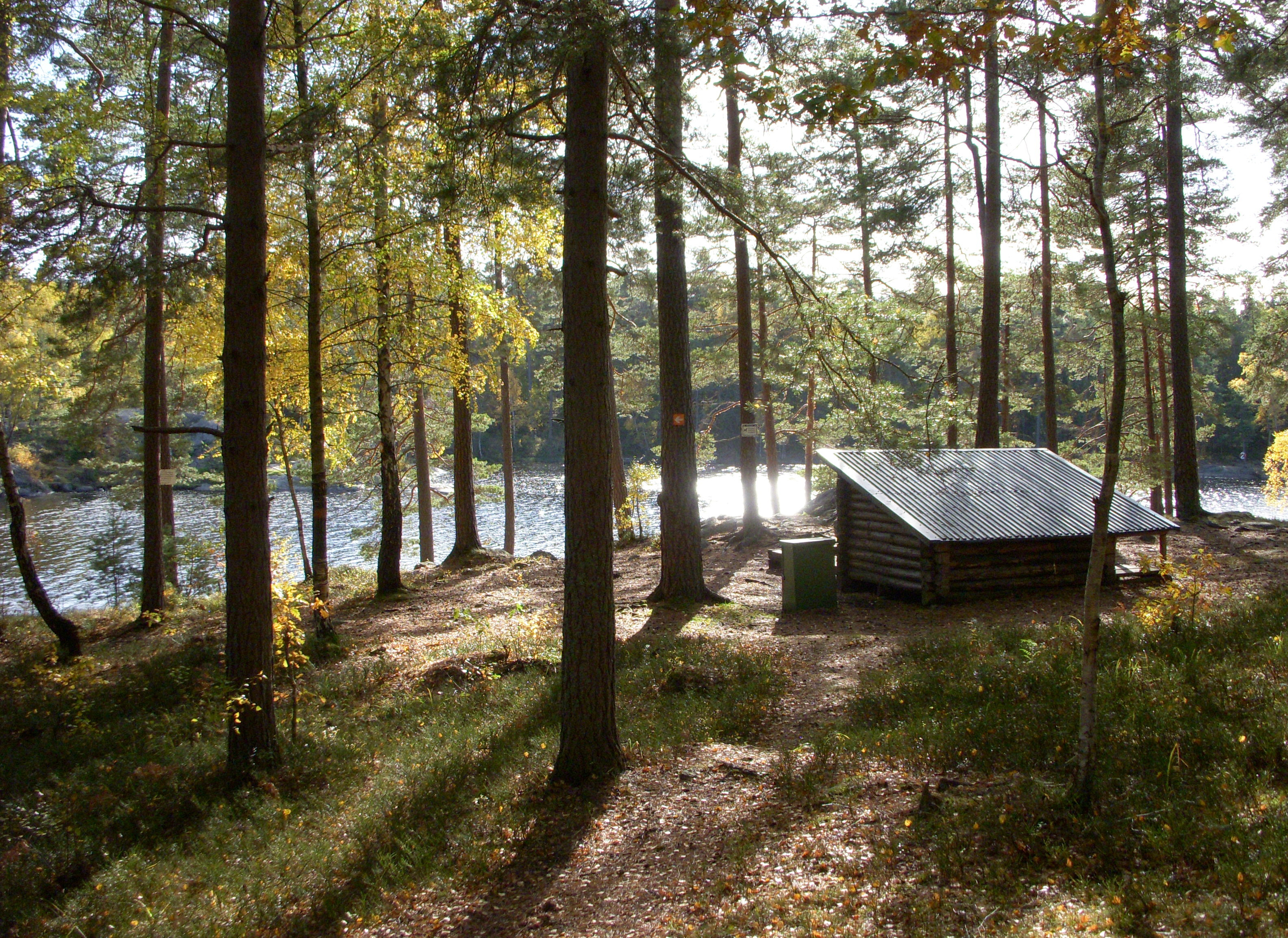
Väderskydd.
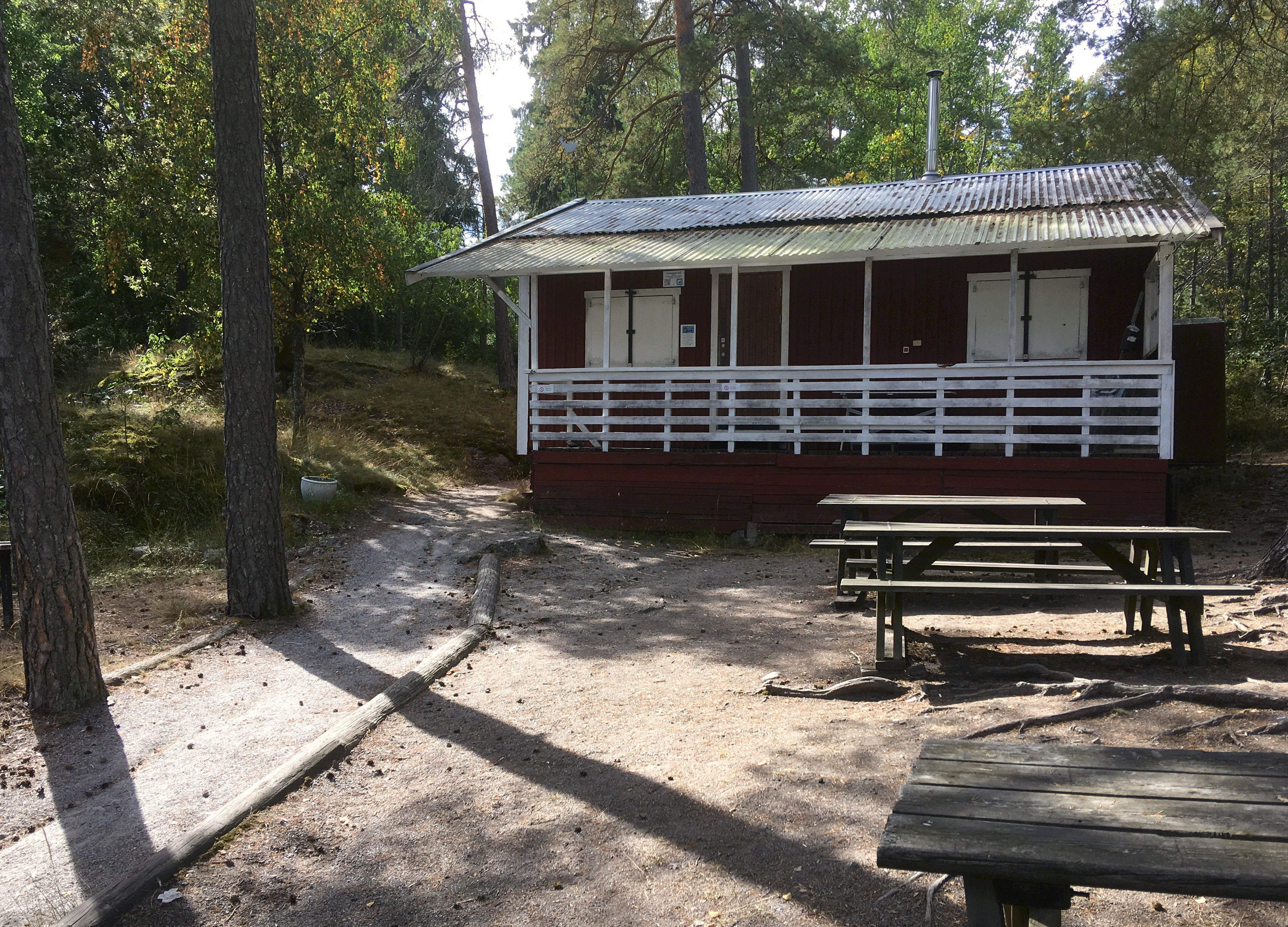
Gömmarens Fiskevårdsförening.
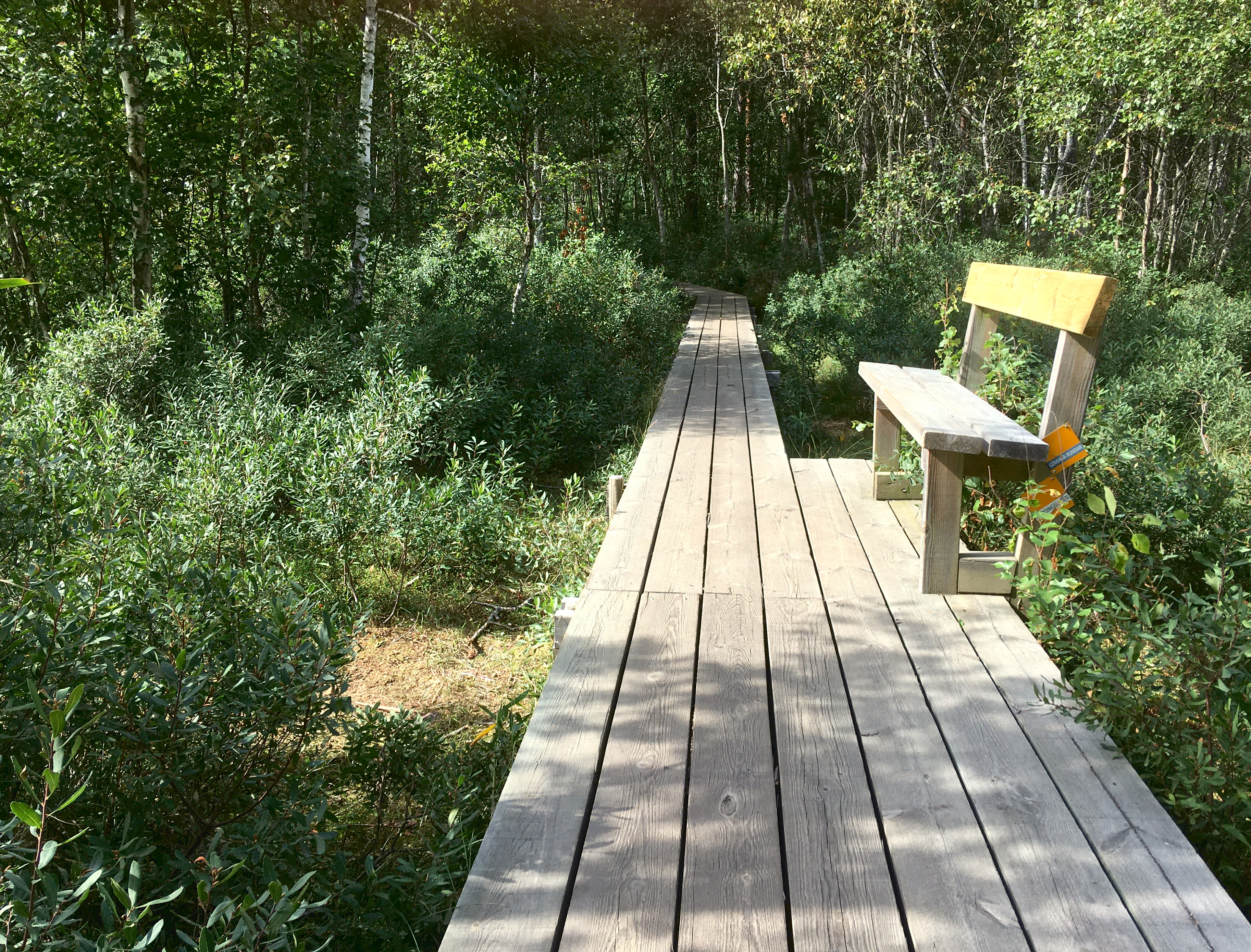
Spång med bänk.
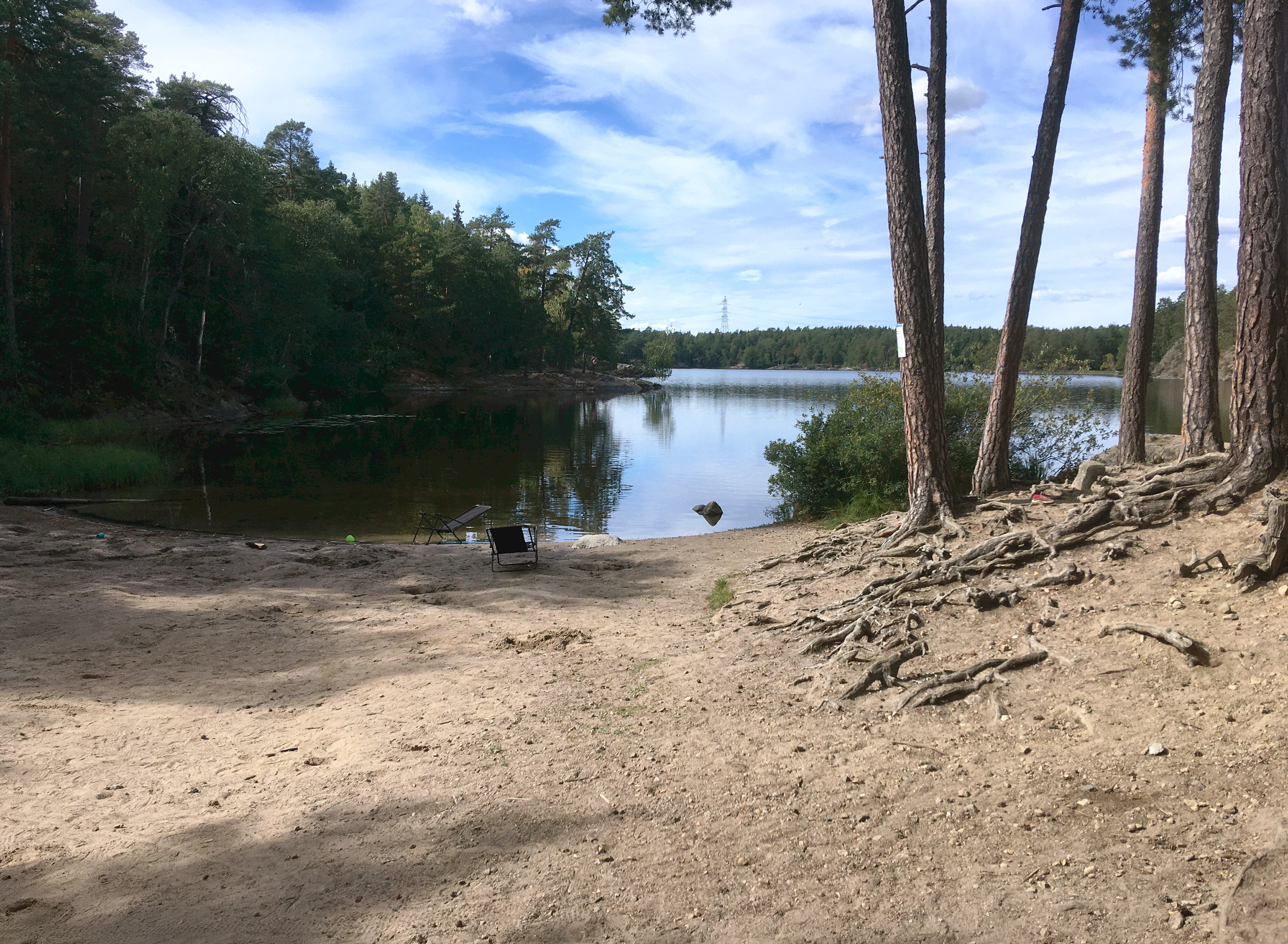
Gömmarbadet.

## Delavrinningsområde
Gömmaren ingår i delavrinningsområde (656932-162744) som SMHI kallar för Mynnar i Ågestasjön. Medelhöjden är 38 meter över havet och ytan är 23,85 kvadratkilometer. Det finns inga avrinningsområden uppströms utan avrinningsområdet är högsta punkten. Vattendraget som avvattnar avrinningsområdet har biflödesordning 2, vilket innebär att vattnet flödar genom totalt 2 vattendrag innan det når havet efter 21 kilometer. Avrinningsområdet består mestadels av skog (17 procent). Avrinningsområdet har 0,78 kvadratkilometer vattenytor vilket ger det en sjöprocent på 3,3 procent. Bebyggelsen i området täcker en yta av 18,01 kvadratkilometer eller 76 procent av avrinningsområdet.